# Tân Lạc (thị trấn)
Tân Lạc là thị trấn huyện lỵ của huyện Quỳ Châu, tỉnh Nghệ An, Việt Nam.

## Địa lý
Thị trấn Tân Lạc được bao quanh bởi xã Châu Hạnh, có diện tích 5,48 km², dân số năm 2010 là 4.040 người, mật độ dân số đạt 737 người/km².

## Lịch sử
Địa bàn thị trấn Tân Lạc trước đây là một phần xã Châu Hạnh thuộc huyện Quỳ Châu. Huyện lỵ huyện Quỳ Châu khi đó đặt tại chòm Tân Lạc thuộc xã Châu Hạnh.
Ngày 14 tháng 6 năm 1990, Ban Tổ chức – Cán bộ Chính phủ ban hành Quyết định số 257/TCCP về việc thành lập thị trấn Quỳ Châu, thị trấn huyện lỵ huyện Quỳ Châu trên cơ sở tách một phần diện tích và dân số của xã Châu Hạnh.
Ngày 12 tháng 5 năm 2010, Chính phủ ban hành Nghị quyết số 24/NQ-CP. Theo đó, điều chỉnh 459,86 ha diện tích tự nhiên và 1.703 người của xã Châu Hạnh vào thị trấn Quỳ Châu và đổi tên thị trấn Quỳ Châu thành thị trấn Tân Lạc.
Sau khi điều chỉnh, thị trấn Tân Lạc có 548 ha diện tích tự nhiên và 4.040 người.